# Европейски съюз на потребителите на бира
Европейският съюз на потребителите на бира (на английски: European Beer Consumers' Union) е независима, международна организация на потребителите на бира в Европа.
Основана е през 1990 г. в Брюге, (Белгия) от 3 потребителски организации: CAMRA (Великобритания), Objectieve Bierproevers (Белгия) и PINT (Нидерландия). През март 2002 г. Objectieve Bierproevers е заменена от белгийската потребителска организация ZYTHOS. Според организацията традиционната бира е основен компонент на културата, историята и ежедневието на Европейския съюз.

## Цели
Организацията има следните цели:
- да се съхранят традициите в европейската бирена култура, и особено на регионалните и местни производители, които използват традиционни методи;
- да се насърчават и подкрепят малките пивоварни и микропивоварни, произвеждащи местни и национални стилове бира, за да се предотврати асимилацията им от големите международни компании;
- да представлява любителите на бира, за да се гарантира, че потребителите получават качествена бири и стойност за парите и избор на пазара.

## Членове
Европейският съюз на потребителите на бира има 13 члена – национални представителни организации на потребители на бира от европейски страни:
| Държава        | Име на националната организация                       | Акроним | Основана | Сайт                                                                  |
| -------------- | ----------------------------------------------------- | ------- | -------- | --------------------------------------------------------------------- |
| Великобритания | Campaign for Real Ale                                 | CAMRA   | 1971     | www.camra.org.uk                                                      |
| Нидерландия    | Vereniging Promotie Informatie Traditioneel Bier PINT | PINT    | 1980     | www.pint.nl                                                           |
| Белгия         | Zythos                                                | ZYTHOS  | 2003     | www.zythos.be                                                         |
| Швейцария      | L'Association des Buveurs d'Orge                      | ABO     | 1991     | www.abo-ch.org                                                        |
| Австрия        | BierIG Österreich                                     | BierIG  | 2002     | www.bierig.org                                                        |
| Дания          | Danske Ølentusiaster                                  | DBE     | 1998     | www.ale.dk                                                            |
| Норвегия       | Norske Ølvenners Landsforbund                         | NORØL   | 1993     | www.nor-ale.org/w Архив на оригинала от 2013-03-17 в Wayback Machine. |
| Финландия      | Olutliitto                                            |         | 1992     | www.olutliitto.fi                                                     |
| Швеция         | Svenska Ölfrämjandet                                  | SÖ      | 1985     | www.svenskaolframjandet.se                                            |
| Полша          | Bractwo Piwne                                         | BP      | 1995     | www.bractwopiwne.pl                                                   |
| Италия         | Unionbirrai                                           |         | 1999     | www.unionbirrai.com                                                   |
| Чехия          | Sdružení přátel piva                                  | SPP     | 1990     | www.pratelepiva.cz                                                    |
| Ирландия       | Beoir                                                 |         | 2010     | www.beoir.org                                                         |